# Napavine
Napavine az Amerikai Egyesült Államok északnyugati részén, Washington állam Lewis megyéjében elhelyezkedő város. A 2010. évi népszámlálási adatok alapján 1766 lakosa van.
Az 1853-ban James Urquhart skót bevándorló által alapított település neve az indiánok „Napavoon” kifejezéséből ered, melynek jelentése „kis préri”. Napavine 1913. november 21-én kapott városi rangot.
A település iskoláinak fenntartója a Napavine-i Tankerület.

## Éghajlat
A város éghajlata mediterrán (a Köppen-skála szerint Csb).

## Népesség
A 2010-es népszámláláskor a városnak 1988 lakója, 609 háztartása és 770 családja volt. A népsűrűség 235,8 fő/km2. A lakóegységek száma 662, sűrűségük 88,4 db/km2. A lakosok 97%-a fehér, 0,2%-a afroamerikai, 0,7%-a indián, 0,8%-a ázsiai, 0,1%-a a Csendes-óceáni szigetekről származik, 2,1%-a egyéb, 5,2%-a pedig kettő vagy több etnikumú. A spanyol vagy latino származásúak aránya 1% (   )
A háztartások 63%-ában élt 18 évnél fiatalabb. 67% házas, 13,8% egyedülálló nő, 6,4% egyedülálló férfi, 22,8% pedig nem család. 19% egyedül élt; 8%-uk 65 éves vagy idősebb. Egy háztartásban átlagosan 5,9 személy élt; a családok átlagmérete 5,29 fő.
A medián életkor 32,9 év volt. A város lakóinak 30,8%-a 18 évesnél fiatalabb, 8,6% 18 és 24 év közötti, 26,5%-uk 25 és 44 év közötti, 22,3%-uk 45 és 64 év közötti, 11,7%-uk pedig 65 éves vagy idősebb. A lakosok 48,6%-a férfi, 51,4%-a pedig nő.

## Fordítás
- Ez a szócikk részben vagy egészben  a   Napavine, Washington című angol Wikipédia-szócikk ezen változatának fordításán alapul.  Az eredeti cikk szerkesztőit annak laptörténete sorolja fel. Ez a jelzés csupán a megfogalmazás eredetét és a szerzői jogokat jelzi, nem szolgál a cikkben szereplő információk forrásmegjelöléseként.